# 白邊鋸鱗魚
白邊鋸鱗魚（学名：Myripristis murdjan），又名小牙锯鳞鱼、厚殼仔、金鱗甲、鐵甲、鐵甲兵、瀾公妾、鐵線婆、大目仔及赤松毬，是輻鰭魚綱金眼鯛目的其中一種。分布于东达中美洲可可岛、西达非洲东岸、北到琉球群岛、南到昆士兰以及台湾高雄及广东西沙群岛等处等，属于热带底层珊瑚鱼类。该物种的模式产地在阿拉伯。

## 深度
水深2至37公尺。

## 特徵
本魚背部呈紅色，越往下顏色越淡，腹部則為白色，各鰭均為紅色，但腹鰭棘白色。體披櫛鱗，上布許多小黑點。其明顯特徵為在鰓蓋骨後面有一暗紅色帶斑；側線鱗片數27至29枚。第一背鰭有硬棘10枚、第二背鰭有硬棘1枚、軟條13至15枚、臀鰭硬棘4枚、軟條12至14枚。體長可達27公分。

## 生態
夜行性魚類，晝間單獨或成群聚集在礁洞內，夜晚則外出覓食，以甲殼類為食，由於游到沙底覓食，所以胃中雜有大量泥沙。

## 經濟利用
食用魚，但肉質糜爛，宜煎食，但其肝、消化道有累積熱帶魚毒，應避免食用這些部位。